# Piet Veenstra (pianist)
Piet Veenstra (Rotterdam, 28 augustus 1929 – Rotterdam, 5 april 2020) was een Nederlands pianist.
Hij was zoon van Lammechina Weia Schekermans en docent Frans/conrector Heere Douwe Veenstra, sinds 1928 woonachtig in Rotterdam. 
Zijn loopbaan uit deze vroege hobby - hij begon op achtjarige leeftijd - kwam maar langzaam op gang. Het zag er niet naar uit dat hij de muziekwereld zou instappen. Een opleiding aan het Erasmiaans Gymnasium en een studie economie aan de Handelsschool leidden op werkzaamheden in de handel. Maar al tijdens die studie nam hij pianoles bij Johan Wolters en Willem Hielkema. Daarop volgde een staatsdiploma (1951). Onder zijn docenten bevonden zich verder Leon Fleisher en Rudolf Serkin in Bern. Tijdens die studie beleefde hij al zijn debuut, in 1955 speelde hij in Diligentia in Den Haag. Daarna volgden podia in Nederland, Duitsland, Oostenrijk en Frankrijk met bijvoorbeeld recitals rondom Franz Schubert en Frédéric Chopin. Tegelijkertijd gaf hij les aan de Rotterdamse Muziekschool als ook privélessen.
Rond 1980 nam hij een rustpauze om in 1983 de draad weer op te pakken met concerten in De Doelen te Rotterdam en het Concertgebouw in Amsterdam, dan vullen werken van Ludwig van Beethoven het programma. Hij was voorts muziekcriticus voor De Maasbode en De Rotterdammer. 
Een grote doorbraak kwam nooit. Veenstra bleef echter tot op late leeftijd spelen. Ter gelegenheid van zijn 85e verjaardag gaf hij een concert in De Doelen en voor 90e verjaardag speelde hij ook, dan wel in het plaatselijk café tegenover zijn woning.
Veenstra was vanaf 1937 Feyenoordfan en speelde op hun 100e verjaardag.
Hij werd gecremeerd op Algemene Begraafplaats Hofwijk.